# تاتسويوكي ناغاي
تاتسويوكي ناغاي (長井龍雪 ناغاي تاتسويوكي) هو مخرج أنمي ياباني ولد في 24 يناير 1976 في محافظة نييغاتا.

## أعماله في مجال الإخراج

### مسلسلات أنمي تلفزيونية
- عسل و برسيم II
- آيدولماستر زينوغلوسيا
- تورادورا!
- رايلغان معينة خاصة بالعلم
- رايلغان معينة خاصة بالعلم S
- نحن ما زلنا لا نعرف اسم الزهرة التي رأيناها ذلك اليوم
- سأنتظر في الصيف
- البدلة المتنقلة جاندام: أيتام الدم الحديدي

### أفلام أنمي
- نداء القلب

## وصلات خارجية
- تاتسويوكي ناغاي على موقع IMDb (الإنجليزية)
- تاتسويوكي ناغاي على موقع ألو سيني (الفرنسية)
- تاتسويوكي ناغاي على موقع قاعدة بيانات الفيلم (الإنجليزية)

- صفحة IMDb